# Дом культуры имени 1 мая
Дом культуры имени 1 мая (железнодорожников; ранее — станции Дёма) — сохранившийся дом культуры у сквера Ильича в Дёмском районе, возле станции Дёма. Первый дом культуры в Дёме. Памятник истории.
В Великую Отечественную войну в Доме культуры создан штаб 112-й Башкирской кавалерийской дивизии.

## Описание
Имел зрительный зал на 250 мест и киноустановку, и станционную библиотеку.

#### Архитектура
Построен в стиле конструктивизма.

## История
Построен в 1937 как Клуб железнодорожников станции Дёма «1 май». Открыт 1 мая 1937.
В конце 1941 здание передано для штаба формируемой 112-й Башкирской кавалерийской дивизии, который размещался в нём до начала 1942. В честь этого, 5 мая 1965 года на здании открыли мемориальную доску.
1 августа 1979 Президиум Дёмского районного отделения Всероссийского общества охраны памятников истории и культуры, в обращении  исполнительному комитету районного совета народных депутатов к С. Г. Минакаеву, просил поставить на учёт здание Клуба имени 1 Мая как памятник истории.